# Assassinat d'Henri de Guise
« Assassinat du duc de Guise » redirige ici. Pour les autres significations, voir L'Assassinat du duc de Guise.
L'assassinat d'Henri de Lorraine, 3e duc de Guise et chef de la Ligue catholique, a lieu le 23 décembre 1588 dans la demeure royale du château de Blois. Jugé trop influent par le roi de France Henri III et convoqué lors des États généraux de 1588-1589, Henri Ier de Guise, victime d’une conspiration, tombe dans un guet-apens en traversant la chambre du roi et meurt exécuté par les Quarante-Cinq, la garde personnelle royale. Son frère, le cardinal Louis II de Lorraine, est assassiné par la même occasion. Leur mort conduit indirectement à l'assassinat du roi l'année suivante.

## Contexte historique

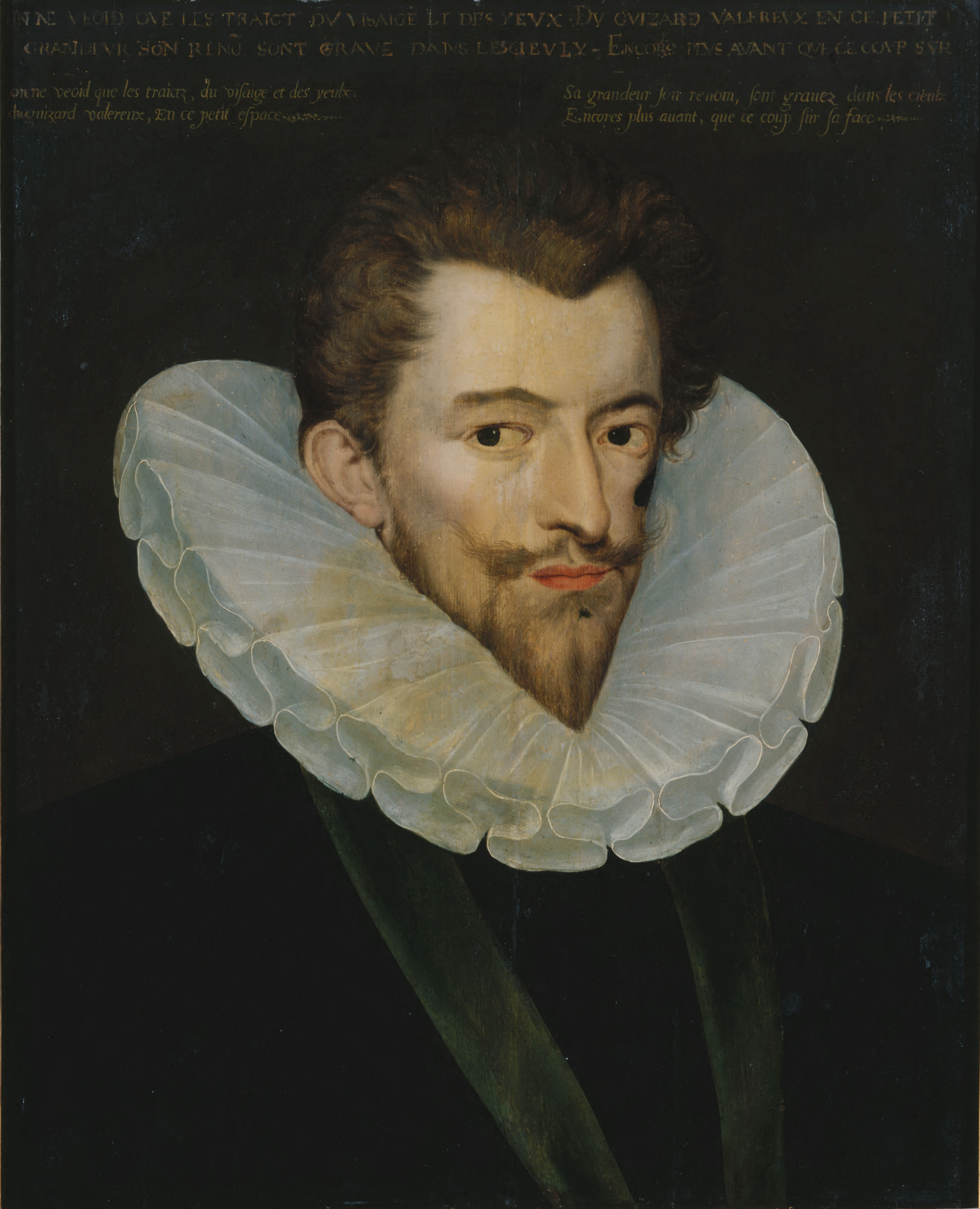
Le duc Henri Ier de Guise, musée Carnavalet.

Dans le contexte des guerres de religion qui opposent catholiques et protestants, les tensions s'exacerbent lorsque le frère cadet du roi, le duc François d'Anjou, meurt sans héritier en 1584. Le roi Henri III n'en ayant pas lui-même, c'est son cousin germain et beau-frère, le roi Henri III de Navarre, chef protestant (huguenot) de la maison de Bourbon, maison rivale des Guise, qui devient de fait l'héritier du trône de France, sous le nom d'Henri IV.
À la tête d'un puissant clan aristocratique, Henri de Lorraine, duc de Guise, devint populaire pendant les guerres de religion en se posant comme le défenseur de la foi catholique. Après avoir participé au massacre de la Saint-Barthélemy (1572), il s'illustra à plusieurs reprises sur le champ de bataille en combattant les protestants. D'abord prince de Joinville, puis duc de Guise (1563), il tint en tant que grand maître et pair de France, une place d'importance à la cour. Henri de Guise aspirait aussi à gouverner la France. Son but avoué était de réduire l'influence politique du parti protestant en France, en vertu du principe de catholicité de la couronne, mais on ne peut exclure une ambition personnelle appuyée sur une logique de clan et une rivalité entre diverses factions proches du pouvoir et de la famille royale. Il mène alors un mouvement de fronde, connu sous le nom de Ligue catholique ou Sainte Union. À ce titre, il signe le traité de Joinville avec le roi Philippe II d'Espagne, en vertu duquel ce dernier apportait son soutien financier à la ligue. Il est l'un des promoteurs de l'édit de Nemours (7 juillet 1585) par lequel Henri III révoqua l'édit de pacification et relança la guerre contre les protestants.
Lors de la huitième guerre de religion, à la tête des troupes catholiques, il vainc successivement les protestants à Vimory (26 octobre 1587) puis à Auneau (24 novembre 1587). Il prend le contrôle de Paris après la journée des Barricades (12 mai 1588) et devient dès lors un adversaire défiant ouvertement le roi.
Toutes ces menaces affaiblissent Henri III et le contraignent à signer l'édit d'Union (15 juillet 1588) par lequel le duc de Guise devenait lieutenant-général des armées du royaume. Le fait que le duc de Guise ait eu véritablement l'ambition de s'emparer du pouvoir reste toutefois un sujet de débat pour les historiens. Il n'en reste pas moins qu'aux yeux du roi, Guise devient un rival à éliminer.
Le 2 octobre 1588 débutent les états généraux au château de Blois.

## Les faits

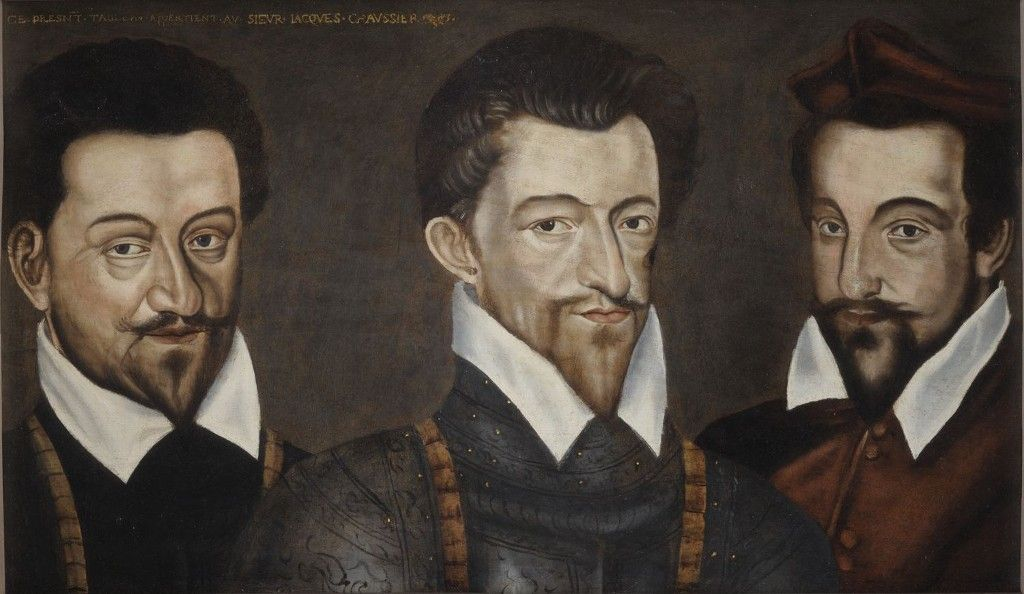
Les trois frères : Charles, duc de Mayenne ; Henri, duc de Guise ; Louis, cardinal de Guise. Musée des Beaux-Arts de Blois, 4e quart du XVIe siècle.

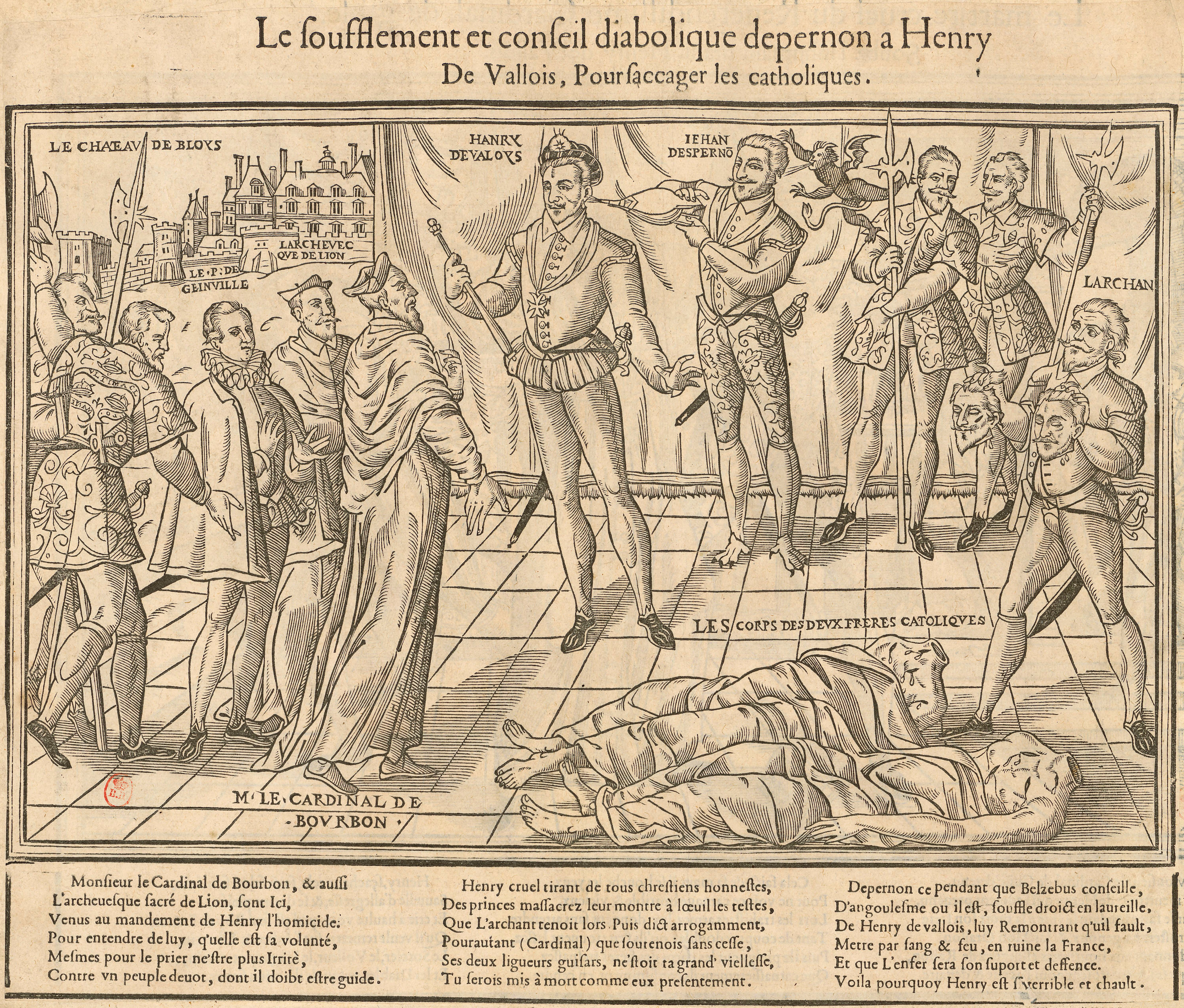
Un diablotin souffle à l'oreille du duc d'Épernon, doté lui-même de pattes démoniaques. Au moyen d'un soufflet, le mignon attise à son tour la fureur du roi Henri III (roi de France) contre les catholiques. Les corps du duc et du cardinal de Guise gisent au pied du monarque. Gravure sur bois, fin du XVIe siècle.

Le 23 décembre 1588, Henri de Guise est assassiné sur l'ordre d'Henri III qui l'avait convoqué dans son « cabinet vieux », voisin de la salle du Conseil du château de Blois, sous prétexte d'un prochain déplacement. Guise pense que le roi va enfin le nommer connétable. Alors que le duc passe dans la chambre du roi pour se rendre à ce cabinet, il tombe dans un guet-apens : huit membres des « Quarante-Cinq », la garde personnelle du roi, se ruent sur lui pour l'exécuter. Le duc parvient à riposter et blesser quatre adversaires avant de s'effondrer, percé d'une trentaine de coups d'épée et de dagues, le sieur de Loignac l'achevant en lui enfonçant son épée dans les reins. Son frère, le cardinal et archevêque-duc de Reims Louis II de Lorraine, entendant ses appels de détresse, se précipite dans les appartements du roi, mais il est aussitôt arrêté. On retrouve sur le duc ce billet portant son écriture : 

« Pour entretenir la guerre en France, il faut sept cent mille écus, tous les mois »

Son corps est confié à Richelieu, grand prévôt de France, qui par commandement du roi, le fait dépecer par le bourreau puis brûler à la chaux vive avant que ses cendres ne soient dispersées dans la Loire. Le même jour sont arrêtés sa mère Anne, son fils Charles. Son frère Louis est exécuté puis brûlé, les cendres jetées à la rivière le lendemain. Quoique apocryphe, un célèbre mot historique est continuellement prêté à Henri III. Voyant étendu à ses pieds le corps de son ennemi qui mesurait presque deux mètres, le roi se serait exclamé : « Il est plus grand mort que vivant ! ».
L'assassinat des frères de Guise est à l'origine d'une véritable construction hagiographique et politique à travers des libelles catholiques publiés par les imprimeurs parisiens. Cet épisode illustre ainsi la capacité naissante de l'imprimé à mobiliser les foules contre un pouvoir jugé inique. L'événement a inspiré les peintres et cinéastes et plusieurs œuvres sont titrées L'Assassinat du duc de Guise. Le monument funéraire d'Henri de Lorraine, duc de Guise, est dans la Chapelle du collège des jésuites d'Eu, en face de celui de son épouse, Catherine de Clèves, qui fonda cette chapelle au début du XVIIe siècle. Ce monument représente deux fois Henri de Lorraine. L'une des sculptures le montre allongé sur le côté droit, le visage appuyé sur sa main droite, l'autre le montre priant.